# Llista de missions d'exploració de Saturn
A continuació es presenta una llista de les missions d'exploració del planeta Saturn, ordenades cronològicament:
| Missió                  | Llançament            | Fi de missió              | Objectiu                   | Resultat |
| ----------------------- | --------------------- | ------------------------- | -------------------------- | -------- |
| Pioneer 11              | 6 d'abril de 1973     | Setembre de 1995          | Sobrevol.                  | Èxit     |
| Voyager 1               | 5 de setembre de 1977 | Actualment semi-operativa | Sobrevol.                  | Èxit     |
| Voyager 2               | 20 d'agost de 1977    | Actualment semi-operativa | Sobrevol.                  | Èxit     |
| Cassini Cassini-Huygens | 15 d'octubre de 1997  | Actualment operativa      | Sonda orbital.             | Èxit     |
| Cassini Cassini-Huygens | 15 d'octubre de 1997  | 14 de gener de 2005       | Sonda atmosfèrica de Tità. | Èxit     |